# A magyar labdarúgó-válogatott mérkőzései 1909-ben
A magyar labdarúgó-válogatott 1909-ben hat mérkőzést vívott. Kettőt Anglia ellen, 2–4 és 2–8 volt az eredmény. Hat mérkőzésből három döntetlent, két vereséget és egy győzelmet ért el a válogatott.
- Szövetségi kapitány: Minder Frigyes

## Eredmények
| 19. mérkőzés 1909. április 4. | Magyarország                       | 3 – 3             | Németország              | Millenáris-pálya, Budapest Nézőszám: 9 000 Játékvezető: Hugo Meisl (AUT) |
| 19. mérkőzés 1909. április 4. | Borbás 4' Schlosser 28' Koródy 60' | (2 – 2) Részletek | Worpitzky 7' 33' Ugi 69' | Millenáris-pálya, Budapest Nézőszám: 9 000 Játékvezető: Hugo Meisl (AUT) |

| 20. mérkőzés 1909. május 2. | Ausztria                         | 3 – 4             | Magyarország                   | Cricketer-pálya, Bécs Nézőszám: 1 000 Játékvezető: Paul Neumann (GER) |
| 20. mérkőzés 1909. május 2. | L. Neubauer 9' 57' Schmieger 20' | (2 – 2) Részletek | Schlosser 35' 54' 73' Bíró 37' | Cricketer-pálya, Bécs Nézőszám: 1 000 Játékvezető: Paul Neumann (GER) |

| 21. mérkőzés 1909. május 29. | Magyarország           | 2 – 4             | Anglia                                   | Millenáris-pálya, Budapest Nézőszám: 10 000 Játékvezető: Christiaan Groothoff (NED) |
| 21. mérkőzés 1909. május 29. | Késmárky 44' Grósz 72' | (1 – 3) Részletek | Bridgett 5' Woodward 39' 79' Fleming 42' | Millenáris-pálya, Budapest Nézőszám: 10 000 Játékvezető: Christiaan Groothoff (NED) |

| 22. mérkőzés 1909. május 30. | Magyarország | 1 – 1             | Ausztria    | Millenáris-pálya, Budapest Nézőszám: 11 000 Játékvezető: Wagstaffe Simmons (ENG) |
| 22. mérkőzés 1909. május 30. | Borbás 2'    | (1 – 1) Részletek | Schrenk 17' | Millenáris-pálya, Budapest Nézőszám: 11 000 Játékvezető: Wagstaffe Simmons (ENG) |

| 23. mérkőzés 1909. május 31. | Magyarország               | 2 – 8             | Anglia                                                 | Millenáris-pálya, Budapest Nézőszám: 11 000 Játékvezető: Hugo Meisl (AUT) |
| 23. mérkőzés 1909. május 31. | Schlosser 50' Mészáros 77' | (0 – 5) Részletek | Fleming 3' 44' Woodward 12' 36' 55' 58' Holley 17' 89' | Millenáris-pálya, Budapest Nézőszám: 11 000 Játékvezető: Hugo Meisl (AUT) |

| 24. mérkőzés 1909. november 7. | Magyarország     | 2 – 2             | Ausztria         | Millenáris-pálya, Budapest Nézőszám: 10 000 Játékvezető: Paul Neumann (GER) |
| 24. mérkőzés 1909. november 7. | Schlosser 6' 48' | (1 – 1) Részletek | Schmieger 5' 62' | Millenáris-pálya, Budapest Nézőszám: 10 000 Játékvezető: Paul Neumann (GER) |

## Lásd még
- A magyar labdarúgó-válogatott mérkőzései (1902–1929)
- A magyar labdarúgó-válogatott mérkőzései országonként